# Deputacja do Formy Rządu

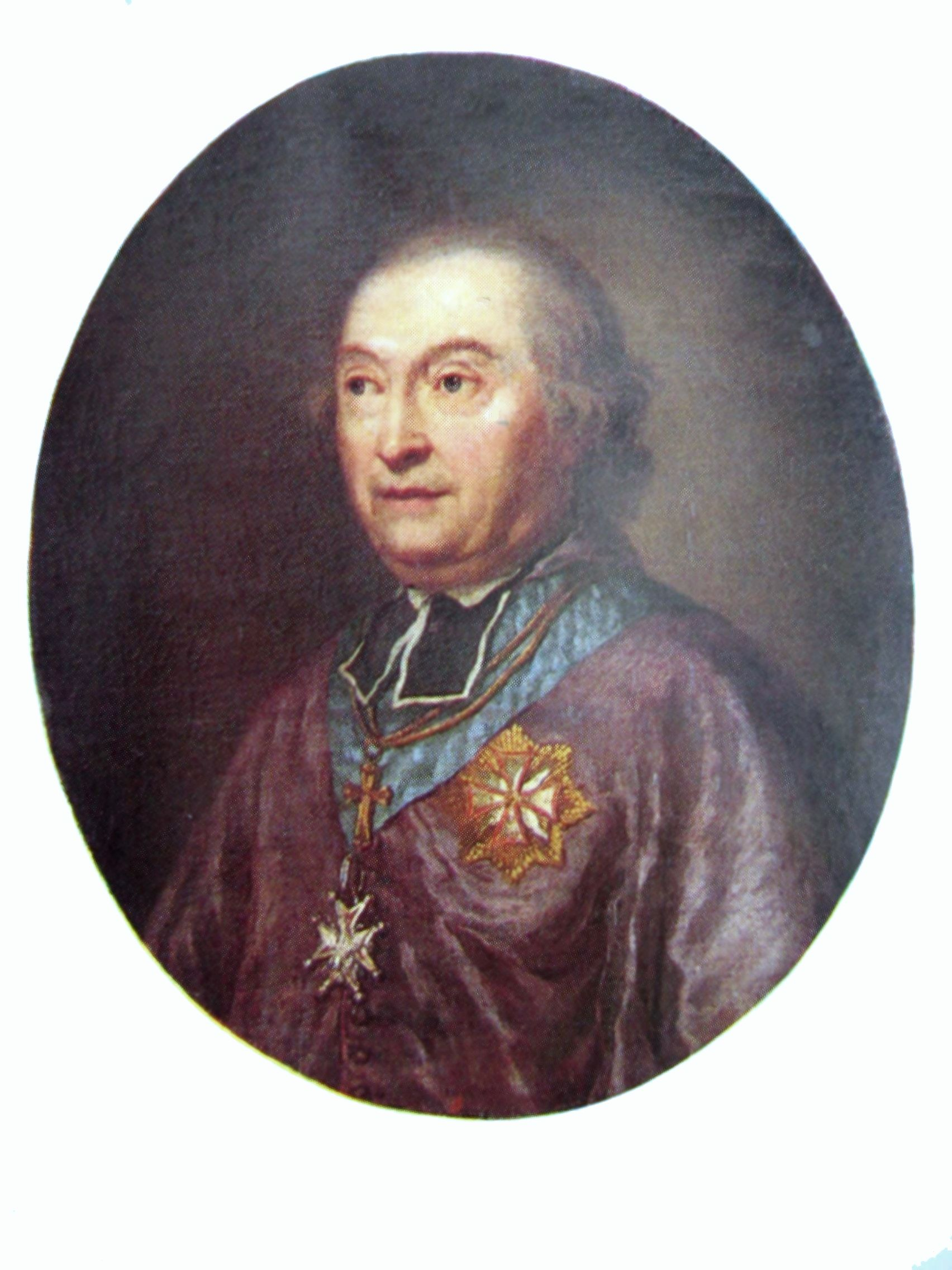
Adam Stanisław Krasiński

Deputacja do Formy Rządu – organ wyłoniony przez Sejm Czteroletni 7 września 1789 w celu opracowania projektu zmiany ustroju Rzeczypospolitej. Pracami jej kierował biskup kamieniecki Adam Stanisław Krasiński, członkami byli m.in. marszałek nadworny litewski Ignacy Potocki i Wojciech Walerian Suchodolski.
17 grudnia 1789 do sejmu wniesiono zaaprobowany przez deputację tekst Zasady do formy rządu, autorstwa Ignacego Potockiego zaś sierpnia 1790 r. Projekt do formy rządu, liczący 658 artykułów.